# Hochei pe iarbă
Hochei pe iarbă sau hochei este un sport de echipă în care o echipă de jucători (10 jucători de câmp și un portar) încearcă să înscrie goluri prin lovirea sau împingerea unei mingi în poarta echipei adverse, prin utilizarea croselor. 
Jocul modern a fost dezvoltat în secolul al XIX-lea în Regatul Unit. Acesta se joacă acum la nivel global, în special în zone din Europa de Vest, Asia de Sud, Africa de Sud, Australia, Noua Zeelandă, Argentina și în unele zone ale Statelor Unite, în primul rând Noua Anglie și statele Atlanticului mijlociu.
Sportul este cunoscut pur și simplu ca „hochei” în țările unde este cea mai comună formă de hochei. Termenul „hochei pe iarbă” utilizat în țările în care cuvântul de hochei este, în general rezervat pentru o altă formă de hochei, cum ar fi hochei pe gheață sau hochei pe stradă. În Suedia, este folosit termenul landhockey și, într-o anumită măsură, în Norvegia, unde jocul este guvernat de Norges Bandyforbund.
În timpul jocului, portarii sunt singurii jucători care au voie să atingă mingea cu orice parte a corpului, în timp ce jucătorii de teren pot juca mingea doar cu partea plată a crosei. Mâna unui jucător este considerată parte a crosei dacă acea mână ține crosa. Dacă mingea este atinsă cu partea rotunjită a crosei, se va acorda o lovitură de penalizare echipei adverse. Portarii nu pot juca nici ei mingea cu spatele crosei.
Câștigă echipa care înscrie cele mai multe goluri până la sfârșitul meciului. Dacă scorul este egal la sfârșitul jocului, fie se declară egalitate, fie jocul intră în prelungiri, fie există lovituri de departajare, în funcție de formatul competiției. Există multe variante ale prelungirilor care depind de regulile ligii sau ale turneului. În jocul universitar american, se poate juca o repriză de prelungiri de 10 minute cu doar șapte jucători pentru fiecare echipă în care se aplică regula golului de aur. Dacă egalitatea persistă, jocul intră într-o fază de lovituri de penalizare în care fiecare echipă alege cinci jucători care vor executa câte o lovitură care constă din driblarea de pe linia de 23 de metri până la poarta adversă. Jucătorul are opt secunde pentru a marca împotriva portarului menținând mingea în limitele terenului. Lovitura de penalizare se termină după ce a fost marcat un gol, mingea iese din teren, a fost comis un fault sau timpul expiră. Dacă egalitatea persistă, se execută mai multe lovituri până când o echipă marchează. Jocul poate fi jucat pe iarbă, gazon udat, gazon artificial sau teren sintetic, precum și pe o suprafață acoperită interioară.
Crosele de hochei sunt fabricate din lemn, fibră de carbon, fibră de sticlă sau o combinație de fibră de carbon și fibră de sticlă în cantități diferite. Lungimea crosei de hochei este realizată în funcție de înălțimea individuală a jucătorului: partea superioară a Crosei ajunge de obicei la șoldul jucătorului, iar jucătorii mai înalți au de obicei bețe mai lungi. Crosele au o latură rotundă și o latură plată și este permisă numai folosirea părții plată a acestora. Utilizarea celeilalte părți are ca rezultat un fault. Portarii au adesea un design diferit al crosei, deși pot folosi și o crosă obișnuit de hochei pe gazon. Crosele specifice portarului au o altă curbă la capătul acestora, a căror utilitate este să îi ofere o suprafață mai mare pentru a bloca mingea. Echipamentul constă din apărătoare pentru tibie, încălțăminte sportivă, pantaloni scurți sau o fustă, tricou și apărătoare pentru gură.
Organismul de conducere al hocheiului pe iarbă este Federația Internațională de Hochei (FIH), numită Fédération Internationale de Hockey în limba franceză, bărbații și femeile fiind reprezentați la nivel internațional în competiții, incluzând Jocurile Olimpice, Cupa Mondială de Hochei FIH, Liga Mondială de Hochei FIH, Trofeul Campionilor și Cupa Mondială pentru juniori, multe țări organizând competiții extinse pentru cluburi de juniori, seniori și master. FIH este, de asemenea, responsabilă pentru organizarea Comisiei Regulilor de Hochei și dezvoltarea regulilor jocului.
O variantă populară a hocheiului pe gazon este hocheiul pe iarbă în interior, care diferă în mai multe privințe de cel în aer liber întruchipând totuși principiile primare ale hocheiului. Hocheiul în sală este o variantă cu 5 jucători, utilizându-se un teren care redus la aproximativ 40 m × 20 m. Deși multe dintre reguli rămân aceleași, inclusiv obstrucția și picioarele, există mai multe variații cheie: jucătorii nu pot ridica mingea decât dacă trag la poartă, jucătorii nu pot lovi mingea, ci o împing pentru a o pasa, iar tușele laterale sunt înlocuite cu mantinele solide, din care mingea va reveni și va rămâne în joc. În plus, regulile de reglementare pentru crosa de hochei pe iarbă de interior permit o crosă puțin mai subțire și mai ușoară decât una de exterior.

## Istorie

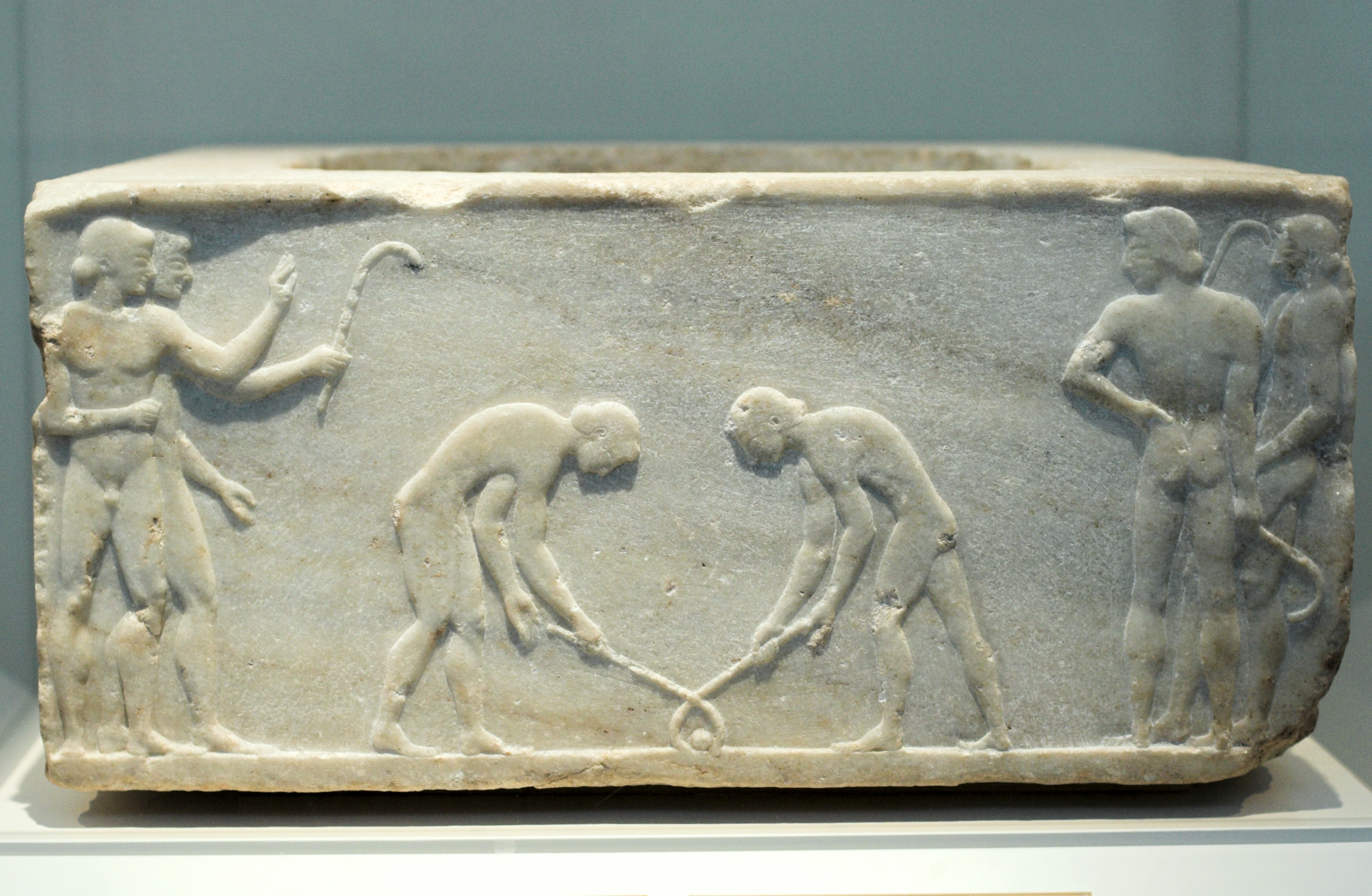
Relief din 510 î.Hr. reprezentând jucători greci antici de kerētízein, o formă ancestrală de hochei sau biliard la sol; în Muzeul Național de Arheologie din Atena

Există o reprezentare a unui joc asemănător cu hocheiul pe iarbă în Grecia Antică, datând din cca. 510 î.Hr., când jocul se poate să se fi numit ηερητίζειν (kerētízein) deoarece se juca cu un corn (κέρας, kéras, în greaca veche) și o minge. Cercetătorii nu sunt de acord cu privire la modul de interpretare a acestei imagini. Ar fi putut fi o activitate de echipă sau doar între doi jucători (reprezentarea arată doi jucători activi și alte personaje care pot fi colegi de echipă care așteaptă o confruntare sau nejucători care își așteaptă rândul în joc). Istoricii biliardului Stein și Rubino cred că acesta a fost printre jocurile ancestrale jocurilor pe gazon și pe teren, cum ar fi hochei și biliard la sol, iar reprezentări aproape identice (dar cu doar două personaje) apar ambele în mormântul Beni Hasan al administratorului egiptean antic Khety din dinastia a XI-a (aproximativ 2000 î.Hr.), precum și în manuscrisele iluminate europene și în alte lucrări din secolele XIV-XVII, care arată viața de la curte și cea clericală contemporană. În Asia de Est, un joc similar a fost practicat, folosindu-se un băț și o minge din lemn sculptate, înainte de 300 î.Hr. În Mongolia Interioară, China, populația Daur a jucat aproximativ 1.000 de ani beikou, un joc cu unele asemănări cu hocheiul pe iarbă. O variantă similară de hochei pe iarbă sau biliard la sol, numită suigan, a fost jucată în China în timpul dinastiei Ming (1368–1644, după dinastia Yuan condusă de mongoli). Un joc asemănător cu hocheiul pe gazon a fost jucat în secolul al XVII-lea în statul Punjab din India sub numele khido khundi (khido se referă la minge de lână, iar khundi la băț). În America de Sud, în special în Chile, nativii locali din secolul al XVI-lea obișnuiau să joace un joc numit Chueca, care împărtășește și elemente comune cu hocheiul.
În Europa de Nord, jocurile de hurling (Irlanda) și Knattleikr (Islanda), ambele jocuri de echipă cu mingea care implică bețe pentru a conduce mingea către poarta adversarilor, datează cel puțin încă din Evul Mediu timpuriu. Până în secolul al XII-lea, un joc de echipă numit la soule sau choule, asemănător cu o versiune haotică și uneori îndepărtată a fotbalului sau rugbyului (în funcție de utilizarea bețelor într-o anumită variantă locală), a fost jucat în mod regulat în Franța și sudul Marii Britanii între sate sau parohii. De-a lungul Evului Mediu până în epoca modernă timpurie, astfel de jocuri implicau adesea clerul local sau aristocrația seculară, iar în unele perioade au fost limitate la ei prin diferite edicte anti-jocuri, sau chiar interzise cu totul.[9] Stein și Rubino, printre alții, urmăresc în cele din urmă aspecte ale acestor jocuri atât la ritualuri din antichitate care implică sfere și sceptre (pe partea aristocratică și clericală), cât și la exerciții de antrenament militar antic (pe partea populară); polo (în esență hochei pe cal) a fost conceput de perșii antici pentru antrenamentul de cavalerie, bazat pe jocul local de proto-hochei cu piciorul din regiune.
Cuvântul hochei în sine nu are o origine clară. Se crede că a fost consemnat în 1363, când Eduard al III-lea al Angliei a emis proclamația: „În plus, ordonăm să interziceți, sub pedeapsa închisorii, toate aruncările cu pietre, lemne și fier; handbal, fotbal sau hochei; curse și lupte de cocoși sau alte asemenea jocuri inutile.”[14] Convingerea că acest termen a fost folosit se bazează pe traduceri moderne ale proclamației, care a fost inițial făcută în latină și a interzis în mod explicit jocurile „Pilam Manualem, Pedivam & Bacularem: & ad Canibucam & Gallorum Pugnam”. Poate fi amintit în acest moment că baculum înseamnă „băț” în limba latină, deci referința ar părea că era un joc jucat cu bețe. Istoricul și biograful englez John Strype nu a folosit cuvântul „hochei” când a tradus proclamația în 1720, iar cuvântul „hochei” rămâne de origine necunoscută.
Hocheiul pe iarbă s-a jucat la Jocurile Olimpice de vară din 1908 și 1920. S-a renunțat la acest sport la Jocurile Olimpice în 1924, ceea ce a condus la înființarea Fédération Internationale de Hockey sur Gazon (FIH) ca organism internațional de conducere de către șapte națiuni continentale europene; iar hocheiul a fost reintrodus ca sport olimpic în 1928. Hocheiul masculin a aderat la FIH în 1970.
La începutul anilor 1970, a început să fie folosit gazonul artificial. Terenurile sintetice au schimbat cele mai multe aspecte ale hocheiului pe gazon, câștigând în viteză. S-au dezvoltat noi tactici și tehnici, cum ar fi driblingul indian, urmate de noi reguli de luat în considerare. Trecerea la suprafețe sintetice a pus capăt dominației indiene și pakistaneze, deoarece gazonul artificial era prea scump în țările în curs de dezvoltare. Din anii 1970, Australia, Țările de Jos și Germania au dominat Jocurile Olimpice și Cupele Mondiale.
Hocheiul pe iarbă feminin s-a jucat pentru prima dată la universitățile și școlile britanice. Primul club, Molesey Ladies, a fost fondat în 1887. Prima asociație națională a fost Irish Ladies Hockey Union în 1894, și, deși a fost respinsă de Federația de Hochei, hocheiul feminin a crescut rapid în întreaga lume. Acest lucru a dus la apariția Federației Internaționale a Asociației de Hochei Feminin (FIAHF) în 1927, deși aceasta nu a inclus multe țări continentale europene în care femeile jucau ca parte a asociațiilor masculine și erau afiliate FIH. FIAHF a organizat conferințe la fiecare trei ani, iar turneele asociate cu acestea au fost competițiile principale ale FIAHF. Aceste turnee au fost necompetitive până în 1975.
La începutul anilor 1970, existau 22 de federații cu departamente pentru femei în FIH și 36 de asociații în FIAHF. Au început discuțiile despre o carte comună de reguli. FIH a introdus turnee competitive în 1974, forțând acceptarea principiului competiției de hochei pe iarbă de către FIAHF în 1973. A durat până în 1982 ca cele două organisme să fuzioneze, dar acest lucru a permis introducerea hocheiului pe iarbă feminin la Jocurile Olimpice din 1980 unde, ca și în competiția masculină, Țările de Jos, Germania și Australia au fost constant în prim plan. Argentina a apărut ca o echipă de luat în seamă din 2000, câștigând campionatul mondial în 2002 și 2010 și medalii la ultimele trei Jocuri Olimpice.